# Sainte-Marie-d’Alloix
Sainte-Marie-d’Alloix – miejscowość i gmina we Francji, w regionie Owernia-Rodan-Alpy, w departamencie Isère.
Według danych na rok 1990 gminę zamieszkiwały 413 osoby, a gęstość zaludnienia wynosiła 136 osób/km² (wśród 2880 gmin regionu Rodan-Alpy Sainte-Marie-d’Alloix plasuje się na 1223. miejscu pod względem liczby ludności, natomiast pod względem powierzchni na miejscu 1646.).
Przez gminę przepływa rzeka Isère. 